# Valério Villareale
Valério Villareale (Palermo, 1773-1854) fue un escultor italiano del neoclasicismo.
Formado en Palermo en el estudio de un familiar, modelador de figuras, Valério Villareale fue presentado a Fernando I de las Dos Sicilias, que lo llevó a Nápoles en 1794 y luego lo envió a Roma. Durante su estancia en Nápoles ejecutó, entre otras obras, la estatua del Rey y la Reina María Carolina en bajorrelieves conmemorativos y el retrato del Gran Duque Leopoldo, príncipe de Salerno.
En Roma, Villareale estudió bajo la dirección de Antonio Canova, y fue influenciado, sin duda, por las obras realizadas por el escultor veneciano en la capital del sur, como el grupo de Adonis y Venus, esculpido para el marqués de Berio en 1795. La influencia de Canova es muy fuerte en su primera obra realizada íntegramente por Villareale, Perseo decapitando a Medusa, realizada por encargo del noble inglés lord Brudel. Con la expulsión de Fernando de Borbón por las tropas napoleónicas, Villareale se pone al servicio de Joaquín Murat y su esposa Carolina Bonaparte, realizando sus retratos y una serie de bajorrelieves en estuco, con temas homéricos y alegóricos en Reggia de Caserta.
En 1815, Villareale regresó a Palermo, donde abrió una escuela gratuita de escultura. En la capital de Sicilia, se acercó a los estudiosos de orientación católica-liberal, como Agostino Gallo y Giuseppe Meli. Esculpió, entre otros, dos grandes bajorrelieves en mármol para la catedral, representando el Transporte de los huesos de Santa Rosalía, Santa Rosalía intercede junto a Cristo y libera Palermo de la Peste, Bacante adormecida (Museo de Arte de São Paulo), los bustos de Pietro Novelli y Michele Monti y el sepulcro de Giuseppe Meli en la iglesia de San Domenico, la Psique (Universidad de Palermo), una Bacante que danza y Ariadna abandonada (en los museos de la ciudad).
Villareale también participó en la restauración del monumento al rey Felipe V de España y de los trabajos arqueológicos en Siracusa. Las fuentes documentales recuerdan su actividad como pintor y como diseñador de camafeos. Habría proporcionado también el dibujo preparatorio para el mosaico del pavimento en el atrio de la capilla Palatina de Palermo, realizado de Casamassima.